# Protectorats de l'Àfrica Oriental Britànica i Uganda
Els Protectorats de l'Àfrica Oriental Britànica i Uganda fou un conjunt administratiu colonial britànica creat el 1901 format per:
- El protectorat de l'Àfrica Oriental Britànica, establert a partir del 3 de setembre de 1888 i administrat:
  - del 3 de setembre de 1888 a l'1 de juliol de 1895 per la Companyia Imperial Britànica de l'Àfrica Oriental
  - De l'1 de juliol de 1895 al 1905 pel Foreign Office britànic
  - Del 1905 al 1920 per l'Oficina Colonial
  - El 1920 va esdevenir la Colònia i Protectorat de Kenya.
- El Protectorat d'Uganda, creat el 1901 amb els regnes protegits de Bunyoro, Toro, Ankole, Busoga i Buganda (protectorat establert entre 1889 i 1900) i altres territoris tribals i administrat:
  - De 1889 al 1893 per la Companyia Imperial Britànica de l'Àfrica Oriental
  - Del 1893 al 1903 pel Foreign Office britànic
  - Després del 1902 per l'Oficina Colonial